# René Meulensteen
Reinhard Jozef Petrus Meulensteen (sinh ngày 25 tháng 3 năm 1964) là một cựu cầu thủ và huấn luyện viên bóng đá người Hà Lan, người mà hiện tại làm trợ lí huấn luyện viên cho đội tuyển Úc. Ông đã dành những năm đầu sự nghiệp làm việc tại Hà Lan trước khi dẫn dắt đội trẻ Qatar, cũng như các câu lạc bộ Al-Ittihad và Al-Sadd. Sau đó ông đã trải qua 12 năm làm việc tại Brøndby và Manchester United. Sau khi rời câu lạc bộ Manchester United vào năm 2013, ông đã trãi qua thời gian ngắn ngủi để dẫn dắt các câu lạc bộ Anzhi Makhachkala, Fulham và Maccabi Haifa.

## Sự nghiệp huấn luyện viên

### Thời còn trẻ
Khi còn chơi bóng đá, Meulensteen trở thành huấn luyện viên trẻ tại NEC Nijmegen.
Vào tháng 6 năm 2006, anh ký hợp đồng ba năm với câu lạc bộ Đan Mạch là Brøndby IF để trở thành huấn luyện viên của câu lạc bộ nhưng đã từ chức sau sáu tháng.
Vào ngày 18 tháng 1 năm 2007, Meulensteen đã gia nhập Manchester United với tư cách là Huấn luyện viên đội 1. Sau sự ra đi vào tháng 7 năm 2008 của trợ lí huấn luyện viên Carlos Queiroz, ông ấy trở về Bô Đào Nha để phục vụ cho đội tuyển Quốc gia. Meulensteen thay thế cho Mike Phelan, người mà trở thành trợ lí huấn luyện viên dưới quyền ngài Sir Alex Ferguson. Cả hai đều đảm nhận vai trò mới vào ngày 13 tháng 8 năm 2008.
Trong thời gian làm huấn luyện viên đội một, anh ấy đã giúp Sir Alex Ferguson đạt rất nhiều danh hiệu lớn gồm 3 chức vô địch Premier League; 3 lần nâng Siêu cúp Anh; 2 lần dành Cúp Liên đoàn; 1 lần quán quân UEFA Champions League và 1 lần đoạt FIFA Club World Cup.
Manchester United xác nhận rằng ông rời khỏi câu lạc bộ vào ngày 26 tháng 6 năm 2013, sau khi HLV David Moyes quyết định đưa đội ngũ huấn luyện của riêng mình đến.
Vào ngày 1 tháng 7 năm 2013, Meulensteen đã ký hợp đồng với FC Anzhi Makhachkala để đảm nhiệm vai trò trợ lí cho Guus Hiddink. Hiddink đã rời Anzhi chỉ sau 2 trận đấu ở mùa giải 2013–14 đối với Giải bóng đá Ngoại hạng Nga và Meulensteen được chọn làm huấn luyện viên trưởng. Sau 16 ngày phụ trách, Meulensteen đã bị sa thải và được thay thế bởi Gadzhi Gadzhiyev.

### Fulham
Meulensteen trở lại Anh vào tháng 11 năm 2013 để đảm nhận vị trí trợ lí huấn luyện viên dưới thời Martin Jol tại Fulham. Chưa đầy ba tuần sau, Jol bị Fulham sa thải vì để đội bóng thua liên tiếp 5 trận, khi đó Meulensteen được tiếp quản làm HLV. Trận đấu đầu tiên của ông với tư cách là Huấn luyện viên trưởng của Fulham là trận thua 1-2 trước Tottenham Hotspur vào ngày 4 tháng 12, khi đó Ashkan Dejagah ghi bàn thắng duy nhất cho đội bóng của Meulensteen. Fulham đã thắng trận đầu tiên dưới thời Meulensteen sau đó vào ngày 8 tháng 12, đánh bại Aston Villa với tỷ số 2–0 với hai bàn thắng của Steve Sidwell và Dimitar Berbatov. Vào ngày 14 tháng 2 năm 2014, Fulham đã thuê Felix Magath thay thế Meulensteen làm huấn luyện viên trưởng, hủy hợp đồng với Meulensteen khoảng 4 ngày sau đó.
Vào tháng 11 năm 2014, ông được Philadelphia Union mời làm tư vấn viên tại giải Major League Soccer.

### Maccabi Haifa
Vào ngày 9 tháng 8 năm 2016, Meulensteen đã được thuê làm huấn luyện viên trưởng Maccabi Haifa  ở Giải bóng đá Ngoại hạng Israel. Ông làm việc được 6 tháng sau đó từ chức huấn luyện viên trưởng vào ngày 13 tháng 2 năm 2017.

### Kerala Blasters
Vào ngày 14 tháng 7 năm 2017, Meulensteen đã được bổ nhiệm làm huấn luyện viên trưởng Kerala Blasters tại giải Indian Super League. Câu lạc bộ chia tay Meulensteen sau khi bắt đầu mùa giải tồi tệ. Ông đã từ chức huấn luyện viên trưởng vào ngày 2 tháng 1 năm 2018.